# Ignacio Clemente Conte
Ignacio Clemente Conte (Robres, Aragó, 31 de juliol de 1960) és un arqueòleg espanyol.
Començà a formar-se a la Universitat de Saragossa, i posteriorment va obtenir una beca de la UNESCO, de la Casa de l'Amistat Espanya-Unió Soviètica, i es traslladà a Rússia per estudiar entre els anys 1983 i 1989, llicenciant-se en Arqueologia i Història per la Universitat Estatal de Sant Petersburg el 1989. Més endavant, el 1995 es doctorà a la Universitat Autònoma de Barcelona. També va obtenir beques per traslladar-se a Ushuaia (Argentina) i a Antibes (França). Treballà sobretot a Llatinoamèrica, a l'Argentina a Terra del Foc, i també a Nicaragua, dirigint diversos projectes de recerca, i al Brasil.
Com a investigador ha exercit la seva tasca professional al Departament d'Arqueologia i Antropologia de la Institució Milà i Fontanals de Recerca en Humanitats del Consell Superior d'Investigacions Científiques (CSIC), en la qual, des del 2004 ho ha fet com a científic titular. En la seva activitat de camp ha fet treballs a la Cova de Coro Trasito, a Tella, on ha treballat des del 2013, també ha estat al Parc Nacional d'Ordesa, a Fanlo, amb treballs de prospeccions d'arqueologia, col·laborant amb el Govern d'Aragó. Continua amb el seu treball de camp al Brasil, Argentina, i altres països, amb els jaciments més antics d'Amèrica, en col·laboració amb la Universitat de París i el Centre Nacional de la Recerca Científica (CNRS). A més de dirigir diversos projectes de recerca a l'estranger sobre explotació de recursos costaners i sobre la pesca a la prehistòria, també ha dirigit projectes de recerca relacionats amb l'ocupació humana d'espais d'alta muntanya als Pirineus i codirigeix el Grup d'Arqueologia d'Alta Muntanya (UAB-CSIC). A més ha realitzat un bon nombre de conferències, i també ha organitzat diversos congressos d'arqueologia.